# Замок Брюгген
Замок Брюгге (нем. Burg Brüggen) — крепость в юго-восточной части нижнерейнской общины Брюгген в земле Северный Рейн-Вестфалия. Была самой важной крепостью на севере герцогства Юлих.
Построенный благодаря графам фон Кессель (von Kessel) в XIII веке для охраны брода, в начале XIV века замок был во владении герцогов Юлиха, которые перестроили имеющиеся здания в кирпиче. После занятия Брюггена в 1794 году французскими войсками он был продан частному лицу при французском правительстве. С начала XIX столетия в крепости расположен музей.

## Описание строительства
Замок Брюгге был окружён рвом шириной 14 м, стенами с 4 круглыми угловыми башнями, в плане был почти квадратным, 40×37 м. Толщина внешней  стены достигала 1,60 м, она имела на западной и восточной сторонах ход по стене. Как дополнительная защита у неё имелись на всех 4 сторонах башни (позднесредневековые) в поздне-готическом стиле. С запада, заложенное в виде серпа, имелось маленькое передовое укрепление (Vorburg) с массивным порталом ворот (Torbau),  там же находилась водяная мельница, которая используется в настоящее время как ресторан.
На сегодняшний день прежние строения сохранились лишь частично. Руины стен прежнего северного крыла возвышаются ещё до середины первого этажа. Лишь маленький остаток западной стены толщиной 1,60 м остался удаляющейся ранее к востоку от капеллы замка. Также прежняя кольцевая стена только лишь частично сохранилась, включая угловую башню, названную «ножевой башней (Messerturm)», у которой имеется купольный подвал на первом этаже, и башня с воротами внутреннего замка. Другие остатки стены замка находятся в северной области. Они принадлежали к опоясывающей крепости стене и к ранним бастионам.
Полностью сохранены или восстановлены расположенные к югу: трёхэтажный дворец и присоединяющаяся круглая юго-западная башня замка, а также кирпичные пропилеи(Torbau) ворот передовых укреплений. Последние имеются с 14-го столетия, но были, переделаны в 16-м веке. Пропилеи имеют квадратный план с боковой стороной в 8.1 м. Остроконечная арка ведёт в изогнутый многотонный проезд. Над ним, на верхнем этаже, находится помещение с низким потолком с накатом(Потолок с накатом — это потолок, который имеет выступающие балки или имеющую форму балок облицовку.). Верхнюю законченность наружной стены придаёт фриз, украшенный острыми листами, над которым поднимается простая пирамидальная крыша.
Сооружённые из кирпича стены замка поднимаются на высоту более чем 3-х этажей, а площадь замка 26,7×10 м. Фриз с остроконечными листами на высоте второго этажа в южной наружной стене сообщает, где в Средневековье находилось основание крыши, прежде чем здание увеличилось в высоту. Планировка помещений больше не соответствует изначальной, а следует из работ по реконструкции в 16-м веке. Из этого времени происходит также большая барочная лестница из дуба, которая связывает 3 этажа здания друг с другом.
Бывшая юго-западная угловая башня связана с дворцом на его юго-западном углу. Высший этаж (на какой момент?) сооружённый в противоположность кирпичным этажам, и позже дополненному бывшему намного выше этажу из воронки Маасского мергеля (порода камня). Kegelhelm по-новому надевался ему осенью 1994 по образцам из 17-го столетия.

### История
В 1279 графы фон Кессель продали своё постоянное местопребывание на Маасе, замок Кессель, из-за финансовых трудностей и после перенесли управление своей восточной недвижимости в Брюгге, который «вырос» из поселения на перекрёстке 2 важных торговых улиц Venlo к Erkelenz и от Кёльна к Roermond. Для защиты этого торгового пункта графы должны были построить замок с 1264 по 1284. Впервые она упоминается документально в 1289 году, когда её собственник Валрам фон Кессель Святым вечером(Heiligen Abend, сочельник Рождества) поручал её вместе с принадлежащей к ней водяной мельницей к лену герцога Иоганну I Брабанта. Как наследник этой причуды семьи Кесселей, он построил крепость по голландским образцам на острове с галькой в болотистой почвой(?)(Schwalmauen). Уже в 1305 обедневшие в конце концов графы фон Кессель вымерли, и крепостное сооружение оказалось в 1306 как брабантский лен графам (позже герцогам) Юлиха. Они позволили снести старые строения, например середины 14-го века, и заменить их на кирпичные. В течение следующих примерно 150 лет её владельцы неоднократно менялись. Среди них графы фон Мерс (Moers), у которых было устройство в залог за 12.000 Рейнских гульденов во владении, и графы Wied, прежде чем Jülicher герцогский дом находятся с 1433 замок в 1494 zurückerwarb.
В ходе мятежа Адольфа фон Эгмондса(Adolf von Egmonds) против его отца, Арнольда, которому Герцог фон Гельдерн позволил заключить союз с герцогом Бургундским Калом Смелым и штурмовать замок Брюгген в 1473 и поджечь весь город, хотя раньше крепость считалась неприступной. В 1474 дошло до нового грабежа замка, на этот раз благодаря гельдернским солдатам. Крепость тем не менее была восстановлена после этого и даже расширялась. Был сооружён третий этаж, так как до этого было только два, а также усиливалась северная сторона насыпью земляного вала в 1474/75. С 1520 присоединились следующие укрепления как бастионы, чтобы приспособить замок к защите от современного порохового оружия. Главный замок окружался стеной, как бы опоясывая крепость, из-за чего часть крепостного рва была заложена. Демонтаж укреплений происходил, вероятно, с помощью члена знаменитой итальянской семьи архитектора Паскалини. В это же время, вероятно, была снесена восточная башня и сооружена на её месте новая капелла замка, предшественница которой впервые документально упоминается уже в 1467/68. В период с 1561 по 1577 дворец вырос до его современной высоты, был оборудован новыми большими окнами; также изменилась коренным образом планировка помещений в его внутренней части, чтобы служить жилым этажом для Герцога Вильгельма V. Кроме того, замок посредством укреплённого устройства вала с казематами на севере и западе получал характер подобный крепости.